# Kastell Theilenhofen

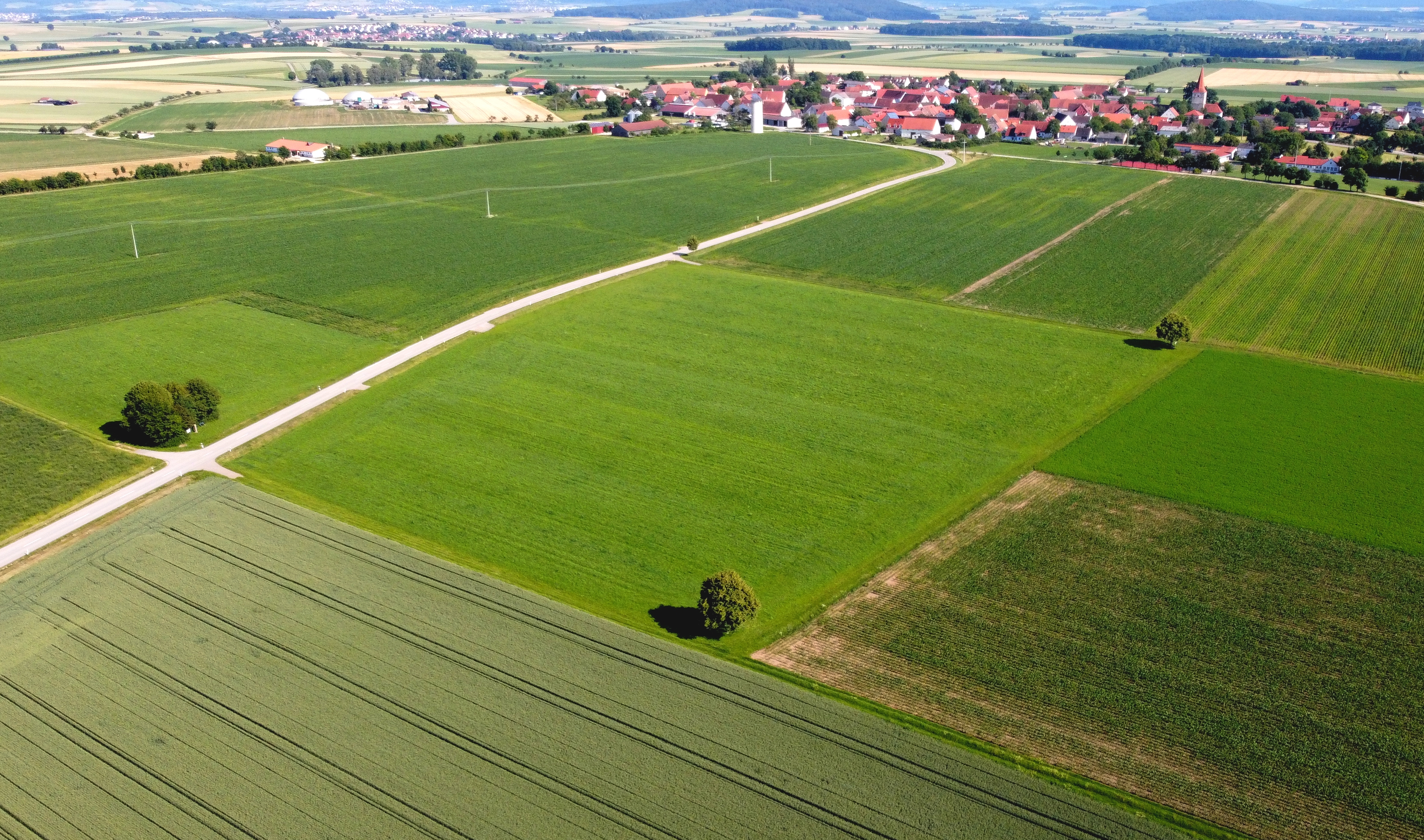
Luftbild des Kastells Theilenhofen (durch Bäume markiert), im Hintergrund der Ort Theilenhofen

Das Kastell Theilenhofen, in der Antike Iciniacum genannt, ist ein römisches Militärlager nahe am Obergermanisch-Raetischen Limes (ORL), einem UNESCO-Weltkulturerbe, und nordwestlich des Dorfes Theilenhofen im Landkreis Weißenburg-Gunzenhausen in Bayern. Die wahrscheinlich für rund 480 Infanteristen und 128 Reiter (Cohors equitata) zur Grenzsicherung errichtete Befestigung ging mit dem Limesfall um die Mitte der 250er Jahre n. Chr., unter.

## Lage

Lage des Kastells zur Zeit der Reichs-Limeskommission

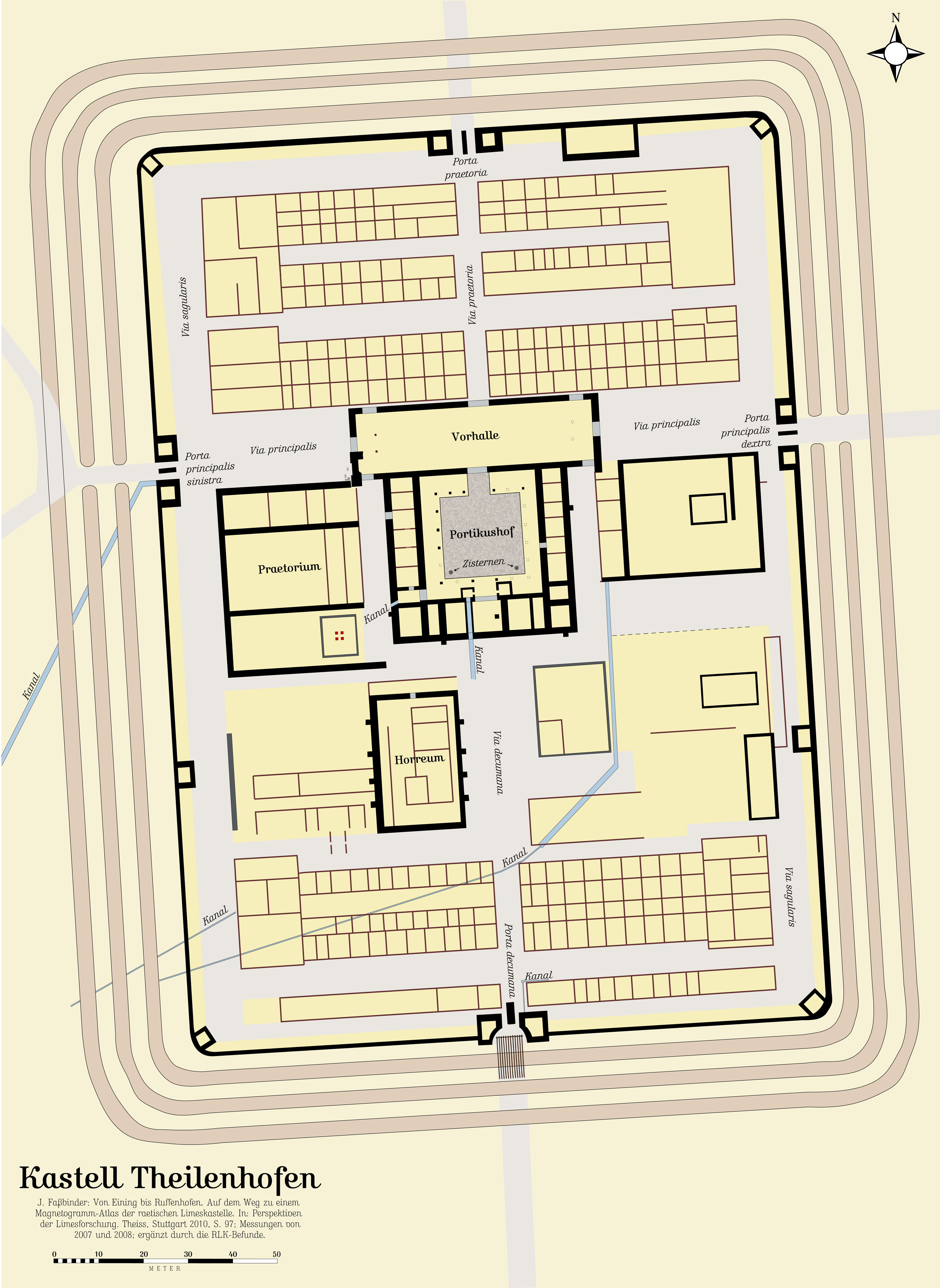
Theilenhofen nach den Befunden der Reichs-Limeskommission sowie den Magnetometerabtastungen von 2007 und Herbst 2008

Die Porta decumana mit dem seltenen eingewölbten Torzugang sowie den zeichnerisch ergänzten Befunden zur Holzbrücke

Das für die Überwachung des Grenzgebietes zuständige Kastell lag in der flachen Mulde eines rund 90 Meter über dem Tal der Altmühl stehenden Hochplateaus, am oberen Ende des kleinen, von Westen kommenden Echerbachtales. Seine Reste befinden sich rund 600 Meter nordwestlich des Dorfes Theilenhofen in der Flur „Die Weil“. Die rätische Mauer ist dort rund 2,2 Kilometer entfernt. Am Rand der nicht mehr sichtbaren Umwehrung des Kastells verlaufen Feldwege; Bäume markieren die Ecken der Befestigungsanlage. Die Lage war so günstig gewählt, dass man von einem Turm der Anlage Signale von neun bis zehn Wachtürmen am Limes erfassen konnte und auch sonst einen weiten Rundumblick auf das angrenzende Land hatte.

## Forschungsgeschichte
Wie der Flurname „Die Weil“ (von lateinisch Villa) zum Ausdruck bringt, verlor sich das Wissen um die Existenz einer antiken Stätte wohl nie vollständig, zumal laut der Theilenhofener Pfarrbeschreibung noch im 17. Jahrhundert mehrere Schuh hohe Überreste sichtbar in der Landschaft standen und offensichtlich von der Beackerung ausgespart blieben. Insbesondere die Reste der massiv gebauten Principia, werden zu diesen Ruinen gehört haben, da sie wohl an eine Villa erinnerten. Es wird angenommen, dass die aufgehenden römischen Baureste erst im 18. Jahrhundert abgebrochen wurden, um das letzte Freiland in diesem Bereich bepflügen zu können. In der Bayerischen Uraufnahme, die hier 1820 vorgenommen wurden, sind auf der Flurkarte nur noch Ackerparzellen erkennbar. Alle vielleicht noch sichtbaren Hinweise auf das Kastell hatten die Bauern im Zuge ihrer Feldarbeiten eingeebnet. Aus dem 18. Jahrhundert berichten die Quellen, dass in der Gegend „römische Begräbnisse“ gefunden wurden. 1820 wurde ein „Schwitzbad“, heute als Militärbad bekannt, 250 Meter westlich der Fortifikation in der Talsenke Echterbach entdeckt. Der Theologe und Historiker Andreas Buchner war der erste, der Theilenhofen mit dem antiken Iciniacum gleichsetzte, auch wenn er später von dieser Theorie wieder Abstand nahm. Dieser römische Name ist auf der Tabula Peutingeriana verzeichnet, der mittelalterlichen Abschrift einer römischen Straßenkarte. Im Zweiten Jahresbericht des historischen Vereins im Rezat-Kreis (1832) wurde Buchners Überlegung positiv aufgenommen und der Ort so beschrieben: „Hier aber finden sich die Ruinen einer weitläufigen Colonie und in derselben fortwährend römische Münzen und sonstige Alterthümer in bedeutender Zahl.“ Und in den Abhandlungen der Bayerischen Akademie der Wissenschaften heißt es 1838:

„Man stösst nicht selten auf altes Mauerwerk und hin und wieder auf abgerissene Stücke Römischer Strassen. Ueberall wurden und werden alte Waffen, Hausräthe, Götzenbilder, Ziegelsteine mit zierlichen Gesimsen, Glasfragmente, samische Geschirre, Eisenblech, oxidirtes Eisen und Blei ausgegraben. Kaisermünzen traten in dieser Gegend in so reichlicher Anzahl an das Tageslicht hervor, dass die Bauern ihr Bier in den Schenken oft mit Römergeld bezahlten.“

Im Jahr 1879 untersuchte der Arzt und Hobbyforscher Heinrich Eidam (1849–1934) ein 87 Meter langes Stück der westlichen Umfassungsmauer. In den darauffolgenden Jahren zwischen 1879 und 1887 legte er den größten Teil der Westmauer, die vollständige Ostmauer sowie einen weiten Abschnitt der Nordmauer mit dem westlichen Flankenturm der Porta praetoria, der zum nördlichen Haupttor des Kastells gehörte, frei. Erst nach diesen Entdeckungen sowie der Auffindung eines Ziegelstempels mit der Abkürzung der einst hier stationierten Einheit CIIBR, war sich die frühe Forschung sicher, dass ein Kastell unter dem Boden lag. In den Jahren dieser Grabungen zog das Bodendenkmal Bewohner des Dorfes Theilenhofen an. So trug der Wagner Meier die Erde um das Osttor ab und 1884 grub der Bauer Karg selbst an der Porta praetoria. Dabei legte er auf eigene Faust ebenfalls längere Stücke der Nordmauer frei. Von 1892 bis 1895 untersuchte Eidam in seiner Funktion als Streckenkommissar der Reichs-Limeskommission (RLK) den Lagerplatz kontinuierlich weiter, wobei er sich 1894 bei der Grabung im Kastellinneren mit dem Gymnasialprofessor Josef Fink (1850–1929) sowie den Archäologen Felix Hettner (1851–1902) und Friedrich Winkelmann (1852–1934) abwechselte.
Im Rahmen der 1969/1970 durchgeführten Flurbereinigung sollte die bis dahin obertägig nicht mehr erkennbare Situation des Kastellplatzes, die eine starke Zergliederung durch bäuerliche Parzellen bewirkt hatte, verbessert werden. Ziel war es daher eine neue Grundstücksordnung herbeizuführen, die nicht nur die unter Tage erhaltenen Baureste dauerhaft schützen sollte, sondern auch kommende Forschungen erleichtern würde. Durch Regelungen mit der Flurbereinigungsdirektion gelang es dem Bayerischen Landesamt für Denkmalpflege den archäologischen Anliegen vollständig zu entsprechen. Durch die Flurbereinigung wurde bei der Anlage von Fischteichen auch das Kastellbad wiederentdeckt und von Fritz-Rudolf Herrmann und dem Präparator und Grabungstechniker Karl Schneider von 1968 bis 1970 mit modernen Methoden erforscht. Nach der Bestandsaufnahme ist die Anlage für die Öffentlichkeit erschlossen worden. Durch Baumbepflanzungen wurden die Dimensionen des Kastells im Gelände nachgezeichnet.
Im Jahre 2007 begann eine Magnetometerprospektion des Kastellplatzes. Im Herbst 2008 wurde die Untersuchung mit der Begehung des südlichen Kastellendes abgeschlossen. Das prospektierte Areal umfasste auch das westlich liegende Holz-Erde-Lager, das 1976 erstmals mit Hilfe der Luftbildarchäologie erkannt worden war. Im Frühjahr 2010 und 2011 schloss sich die geophysikalische Prospektion des Lagerdorfs (Vicus) im weiteren Umfeld der beiden Fortifikationen an.

## Steinkastell

### Baugeschichte

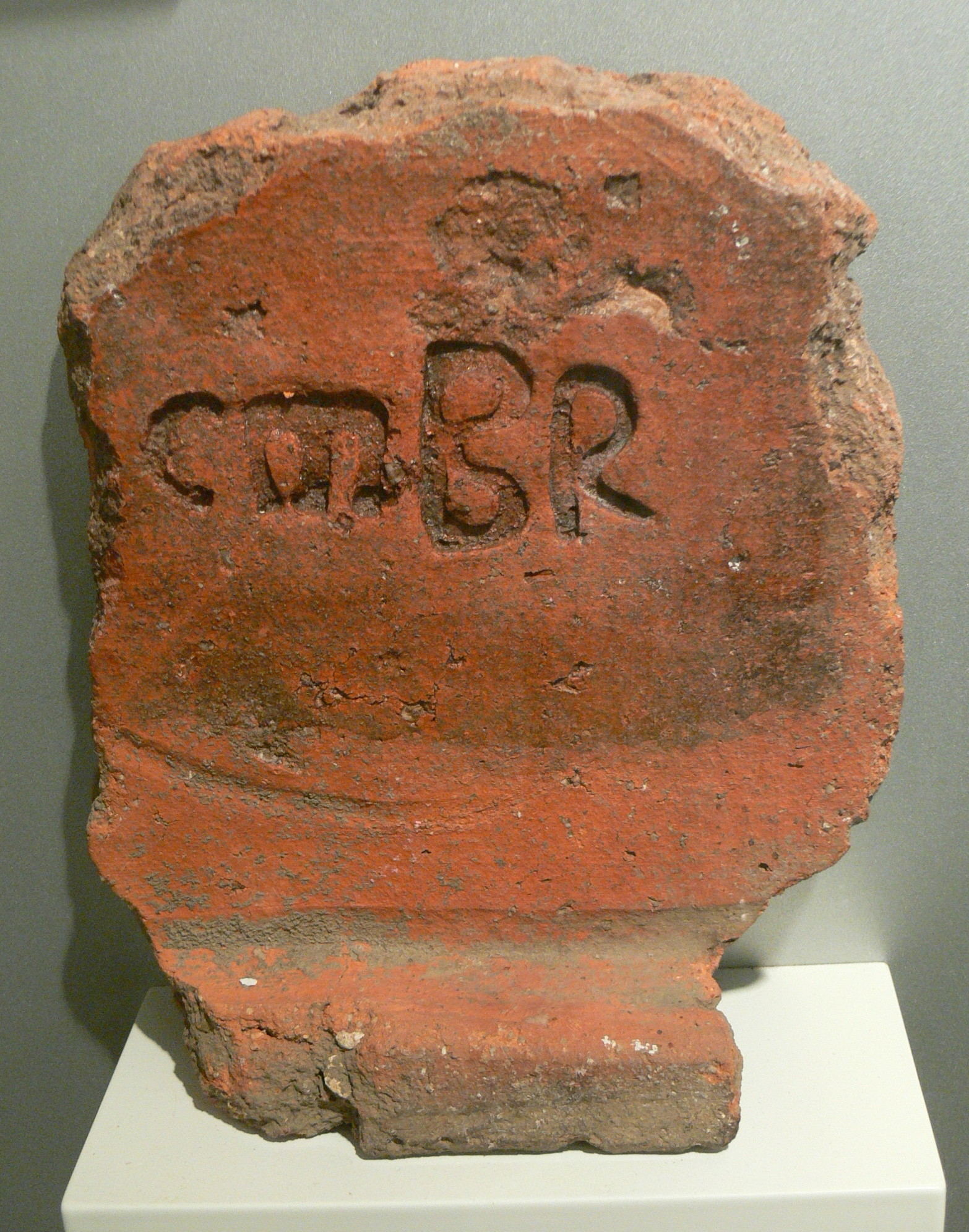
Ziegelstempel der Cohors III Bracaraugustanorum aus dem Kastellareal von Theilenhofen, Archäologisches Museum Gunzenhausen

Es wird angenommen, dass um 100 n. Chr. ein älteres Holz-Erde-Kastell errichtet wurde, von dem die ältere Forschung noch nichts feststellen konnte. Ein 1976 mit Hilfe der Luftbildarchäologie erfasstes einfaches Holzkastell, das direkt vor der westlichen Längsseite des späteren Steinkastells in den Maßen 155 × 130 Meter (1,9 Hektar) aufgeworfen worden war, könnte aus dieser frühen Phase stammen. Probeschnitte im Grabenbereich, die noch 1976 vom Bayerischen Landesamt für Denkmalpflege durchgeführt wurden, konnten die Flüchtigkeit des Lagers auch aufgrund der schwachen Umwallung als gesichert feststellen. Der Althistoriker Hartmut Wolff (1941–2012) wertete diese Anlage als Vorgängerlager von Theilenhofen und der Archäologe Dietwulf Baatz (1928–2021) nahm an, dass die Besatzung des frühen Theilenhofener Lagers aus dem gleich großen, im Ries gelegenen Kastell Munningen gestammt haben könnte, das allerspätestens um 110 n. Chr. geräumt wurde.
Nach der von Franz Herzig am Bayerischen Landesamt für Denkmalpflege vorgenommenen dendrochronologischen Datierung des ersten Theilenhofener Militärbades in das Jahr 126 n. Chr., kann davon ausgegangen werden, dass auch das Steinkastell um diese Zeit, noch während der Regierungszeit von Kaiser Hadrian (117–138), entstand.
Als gesichert gilt außerdem, dass spätestens in der ersten Hälfte der Regierungszeit des Kaisers Antoninus Pius (138–161 n. Chr.) die einst in Braga in Nordportugal aufgestellte Cohors III Bracaraugustanorum Stammeinheit in Iciniacum wurde und bis zum Untergang blieb. Ein 2008 in Nördlingen entdecktes Fragment eines Militärdiploms stammt aus dem Jahr 156 n. Chr. und könnte diese Datierung noch etwas früher anberaumen. Denn das Diplom wurde für einen expedes dieser Kohorte ausgestellt, der nach Meinung des Archäologen Bernd Steidl bei einer regulären Dienstzeit um 130/131 bereits in Theilenhofen in die Cohors III Bracaraugustanorum eingetreten sein muss.
Zu welchen Zeiten die mehrmals zwischen Rätien und anderen Provinzen wechselnde Truppe in Theilenhofen stationiert war, ist bisher ungeklärt. Zeugnisse für die Existenz der Cohors III Bracaraugustanorum dort sind neben Ziegelstempeln ein Altar für die Göttin Fortuna balnearis sowie ein aufgefundener prachtvoller Offiziershelm. Da der Helm der Kavallerie zuzuordnen ist, Inschriften von Turmae (Schwadrone) sprechen und das Steinkastell besondere Maße aufweist (196 × 144 Metern = ca. 2,8 Hektar), gilt es als sicher, dass die für Theilenhofen überlieferte Kohorte eine gemischte Einheit mit Kavallerie und Infanterie (Cohors equitata) gewesen sein muss, wie dies auch im östlich gelegenen Kastell Pfünz der Fall war. Sowohl die Grabungen Eidams als auch die Magnetfeldmessungen kamen zu dem Ergebnis, dass das Kastell abgebrannt ist.

### Umwehrung
Die Forschung vermutet anhand von Untersuchungen, dass der römische Kastellausbau in Stein einem allgemeingültigen Normplan folgte, der den örtlichen Gegebenheiten sowie der vorgesehenen Mannschaftsstärke angepasst wurde. Die Geometer legten das rechteckige Steinkastell mit seinen vier Toren an den Flanken fast exakt in Nord-Süd-Richtung an, wobei die Prätorialfront, also die zum Feind gerichtete Lagerseite, nach Norden zum Limes ausgerichtet war. Theilenhofen war von einem umlaufenden Dreifachspitzgraben umgeben. Lediglich die beiden inneren Gräben setzten jeweils vor der Porta principalis sinistra (Westtor) und der Porta principalis dextra (Osttor) aus. Alle anderen Grabenhindernisse waren mit hölzernen Brücken zu überqueren. Als Besonderheit wurden vor dem rückwärtigen Südtor, der Porta decumana, noch Reste der einstigen Bohlenbrücke aufgefunden, die über den ersten Graben reichte. Hinter dem Südtor begann der Vicus, das zur Befestigung gehörende Lagerdorf. Die Porta decumana von Theilenhofen zeigt architektonisch eine für Kastelle am Obergermanisch-Rätischen Limes sehr seltene Bauweise, da sich der dort vorhandene eintorige Einlass halbkreisförmig nach innen wölbt („Nischentor“). Ein solcher sich trichterförmig zum Torverschluss verengender Zugang wurde auch beim Tor des bayerischen Kleinkastells „In der Harlach“, beim Kastell Faimingen, aber auch im niederösterreichischen Legionslager Carnuntum entdeckt. Vor allem aber konnte er bei nordafrikanischen Militärplätzen wie dem algerischen Legionslager Lambaesis und dem Kastell Bu Njem (222 n. Chr.) auf heute libyschem Boden nachgewiesen werden. Die bauhistorische Zuordnung dieses Tortyps fällt in die Zeit des späten 2. Jahrhunderts.
In den vier Kastellecken errichteten die römischen Bautrupps je einen Turm. Zwei zusätzliche Zwischentürme an der 1,5 Meter starken Wehrmauer konnten die Archäologen nur im Bereich der Retentura, der rückwärtigen Lagerzone, entdecken.
Während der Grabungen im 19. Jahrhundert wurde ein Abzugsgraben festgestellt, der unmittelbar südlich des Westtors in einem Winkel von rund 70 Grad zur Umwehrung nach Südwesten zieht und unter den drei Kastellgräben hindurchläuft. Durch die Magnetometerprospektion ließ sich sein weiterer Verlauf nachvollziehen. Es zeigte sich, dass der Kanal Rücksicht auf das unmittelbar westlich liegende Holz-Erde-Lager nahm, denn er führt im weiteren Verlauf vom Tor des Steinkastells nach rund 140 Metern um die Südostecke des Erdlagers und hält sich anschließend exakt in westlicher Richtung parallel zur südseitigen Flanke dieser Befestigung. In der Antike ging der Kanal bis zum Militärbad, das sich vor der Südwestecke des Holz-Erde-Lagers befindet.

### Innenbebauung
Wie bei diesem Bautyp üblich, kreuzten sich die beiden Lagerstraßen, die von den vier Toren kamen, an der Stelle, wo die Principia, das Stabsgebäude der Garnison, errichtet wurden. Diese ebenfalls einem Normschema folgenden Principia waren in Theilenhofen 40 × 40 Meter groß und fast quadratisch. Über der Via principalis, die sich bei dieser Anlage fast in westöstliche Richtung orientierte, lag die dem eigentlichen Stabsgebäude vorgelagerte 60 × 19 Meter große Mehrzweckhalle. Die Principia von Iciniacum besaßen aufgrund ihrer Zeitstellung noch keine halbrund ausgebildete Apsis für das Fahnenheiligtum (Aedes). Die Ausgestaltung des Heiligtums mit Apsiden wurde in den Kastellen speziell im germanischen Raum erst ab der Mitte des 2. Jahrhunderts üblich. Ebenso fehlt eine zumindest teilweise Unterkellerung der Aedes völlig. In diesen Kellern verwahrten die Einheiten normalerweise ihre Truppenkasse. In der Mehrzweckhalle wurden noch Bruchstücke einer Bronzestatue erfasst, die von dem einst dort aufgestellten Kaiserstandbild stammen könnte. Sie datieren in die erste Hälfte des 3. Jahrhunderts.
Das Horreum, der Speicherbau des Lagers mit seinen gegliederten Wandvorlagen, lag im rückwärtigen Lagerbereich (Retentura) hinter den Principia. Links vom Stabsgebäude wurde von der RLK ein kleiner Raum mit Hypokaustum aufgedeckt. Wie die geophysikalische Erkundung 2007 zeigte, gehörte dieser Raum zu einem rund 41 × 32 Meter großen Gebäudekomplex, dessen Grundriss und Funktion ohne moderne Grabungen unklar bleibt. Er wurde von Eidam als Haus des Kommandanten (Praetorium) gedeutet. Für Jörg Faßbinder sind es die 26 × 32 Meter großen Strukturen an der Ostflanke der Principia, die zu einem Praetorium gehören könnten. Nach den Magnetogramm-Messungen scheinen sich hier ein umbauter Innenhof sowie massive Keller abzuzeichnen.

Befunde zur Zeit der Reichs-Limeskommission
Südwestecke der Kastellmauer mit Turm
Grundriss der Principia
Porta principalis dextra
Hypokaustiertes Gebäude

Die gemessenen Strukturen links und rechts des Horreums könnten zu Werkstätten (Fabricae) und/oder einem Krankenbau (Valetudinarium) gehört haben. Außerdem erkannte Faßbinder im Vorderlager (Praetentura) an der von Norden einfallenden Lagerstraße (Via praetoria) hölzerne Mannschaftsbaracken und Pferdeställe. Ihre Anordnung ist der des Kastells Pförring sehr ähnlich. Längs der nördlichen Lagerringstraße zogen sich links und rechts der Via praetoria zwei rund 60 Meter lange Doppelbaracken hin, in denen Ross und Reiter untergebracht waren. In den nach Westen beziehungsweise Osten weisenden Kopfbauten befanden sich die Wohnräume des Zenturios und eventuell weiterer Offiziere, Unteroffiziere sowie des Personals. Im Anschluss an diese Doppelbaracken waren südlich einfache Mannschaftsbaracken mit ebenfalls zellenartiger Struktur errichtet worden, wie sie für diese Lagerbauten typisch ist. Auch aus der Retentura sind zwei Baracken des gleichen Bautyps bekannt. Allerdings wurde der südlichste Teil des Lagers bisher nicht mit dem Magnetometer vermessen.
Die Lagerhauptstraßen waren gepflastert. Diese Pflasterung wurde bei der geophysikalischen Erkundung 2007 noch deutlich wahrgenommen.
Die Forschung nimmt an, dass das Kastell mit dem Limesfall Mitte der 250er Jahre n. Chr. untergegangen ist. Oberirdisch ist heute nichts mehr sichtbar. Das gesamte Areal wird landwirtschaftlich genutzt.

## Holz-Erde-Lager

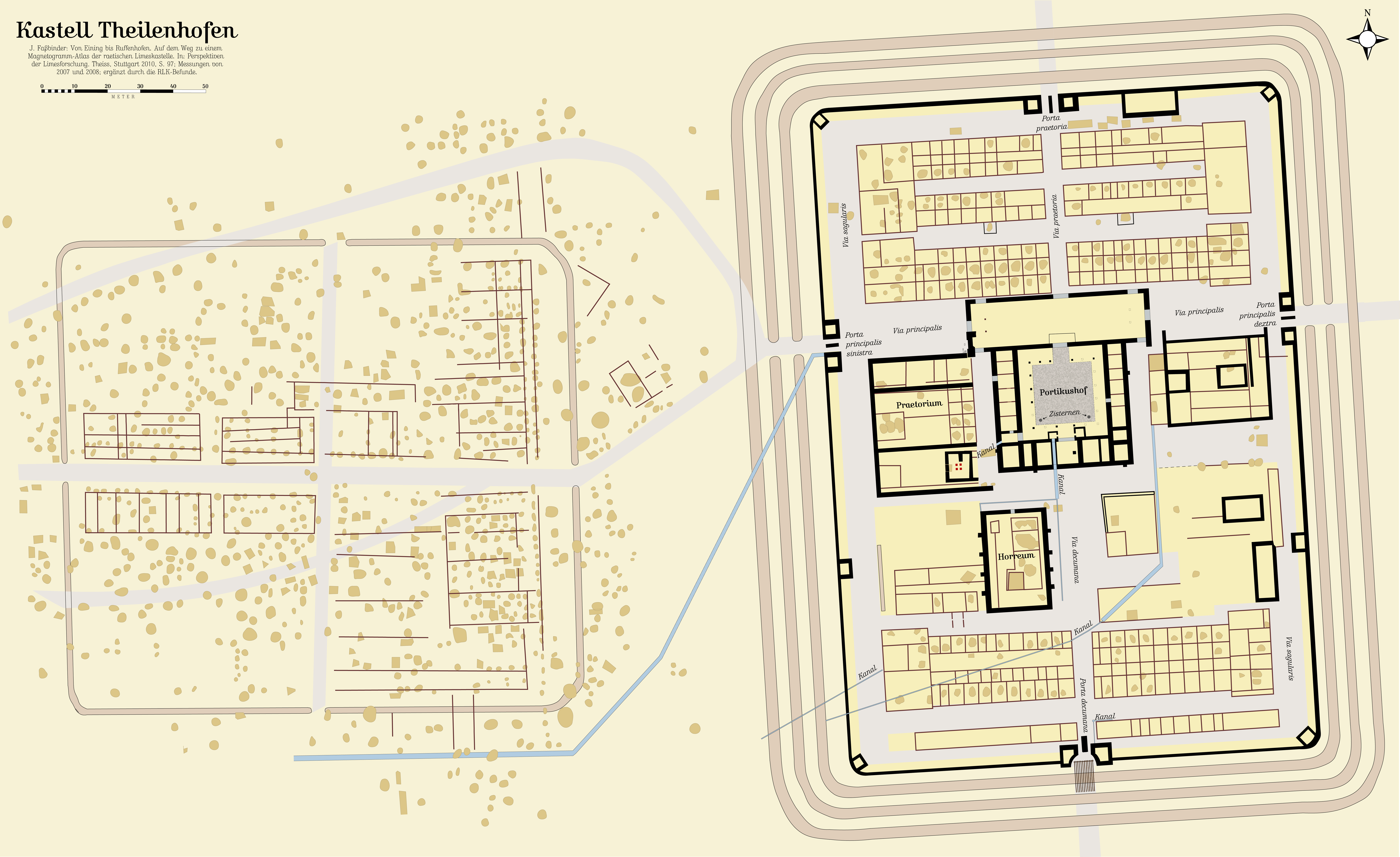
Lage des Steinkastells und des Holz-Erde-Lagers nach den Magnetometermessungen 2007 und 2008

Unmittelbar westlich des Steinkastells liegt ein rechteckiges, nur leicht bewehrtes Holz-Erde-Lager, dessen Größe von Grabenmitte zu Grabenmitte gemessen 160 × 142 Meter beträgt. Es besitzt abgerundete Ecken. Im Gegensatz zu dem mit seinen Längsseiten nordsüdlich orientierten Steinkastell ist das kleinere Erdlager westöstlich ausgerichtet. Die von Westen nach Osten verlaufende Hauptstraße dieses Lagers knickte unmittelbar nach Verlassen des Osttores in Richtung Nordosten ab und führte direkt auf das nahe Westtor des Steinkastell zu. Wie schon der zum Bad führende Abzugsgraben des Steinkastells zeigt, bildete das Holz-Erde-Lager für einen bestimmten Zeitpunkt möglicherweise eine integrative Einheit mit dem Kohortenkastell. Eine ebenfalls aus dem Westtor des Steinkastells kommende Straße, die in weitem Bogen über die Nordostecke des Holz-Erde-Lagers führte, schneidet dessen Graben in seiner Nordwestecke und gehört damit offensichtlich zu einer Phase nach Auflösung des Erdlagers. Die Magnetbildaufnahme zeigt insbesondere im östlichen Teil dieses Lagers Strukturen, die wahrscheinlich zu Mannschaftsbaracken gehörten. Eine genauere Eingrenzung des Zwecks oder der Zeitstellung dieses Holz-Erde-Lagers lässt sich ohne weitere Forschungen nicht vornehmen. Die geophysikalische Prospektion machte deutlich, dass das Lagerareal später wohl aufgelassen und in das sich auch im Westen des Steinkastells ausdehnende Lagerdorf integriert worden war.

## Kastellbad

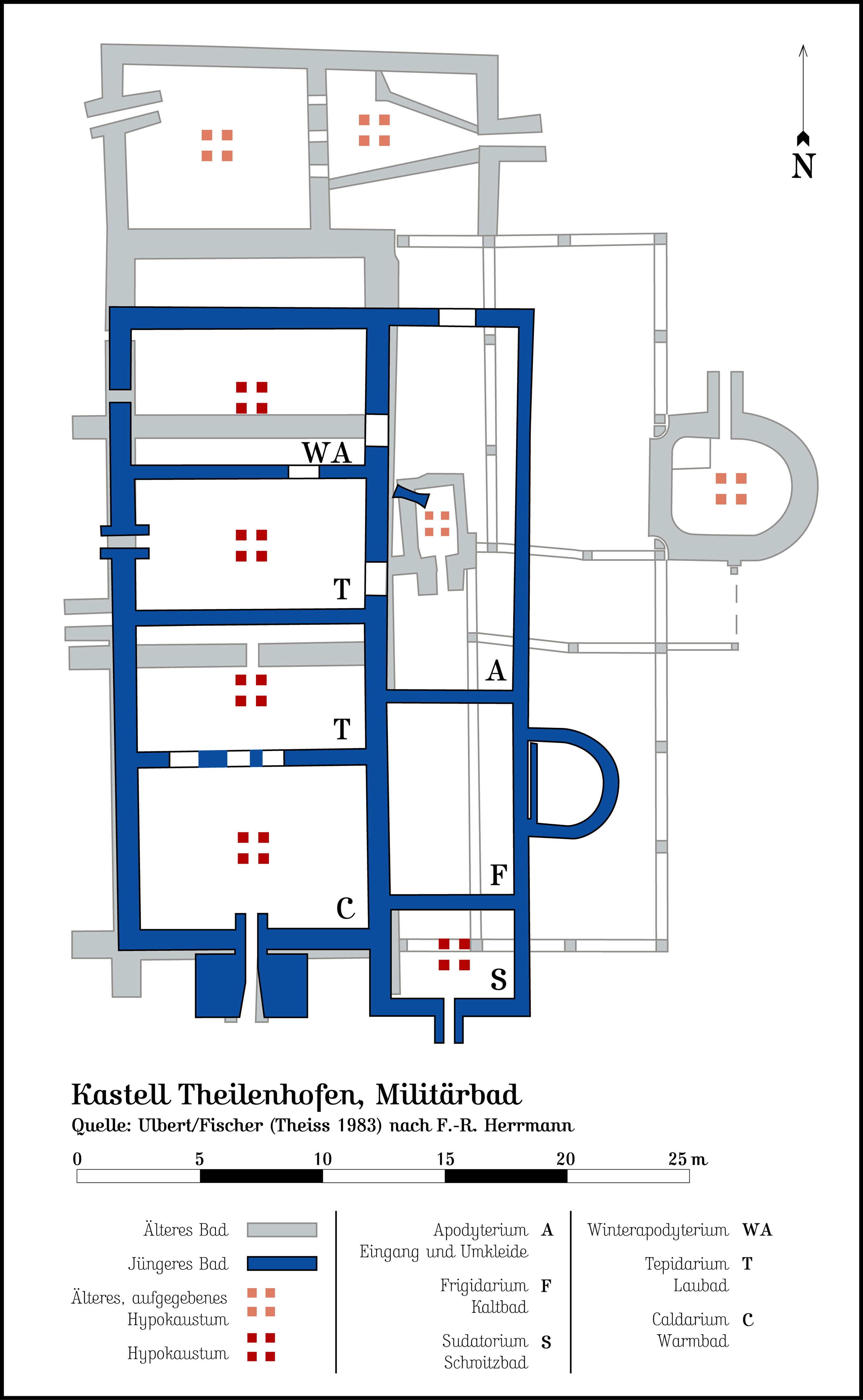
Das in zwei Bauphasen errichtete Bad

250 Meter westlich des Kastells, von der Südwestecke des kurzfristigen Lagers durch eine moderne Straße getrennt, liegen neben einem Fischweiher die restaurierten Mauerstümpfe des Militärbades (Balineum). Es wurde vermutet, dass sich die ungewöhnlich große Entfernung zur Garnison aus den lokalen Wasserverhältnissen ergab. Von den beiden ergrabenen Bauphasen der Therme wurde die letzte konserviert. Im Jahr 2002 wurde eine dendrochronologische Datierung vorgenommen. Die aus dem teilweise in Holz ausgebauten älteren Bad stammende Probe fällt in das Jahr 126 n. Chr. Es kann daher davon ausgegangen werden, dass der Bau des ersten Theilenhofener Militärbads in dieses Jahr fällt.
Die 1820 erstmals als „Schwitzbad“ beschriebene Therme geriet später wieder aus dem Blickfeld. Ihr ungefährer Standort neben einem Weiher am oberen Ende des Echerbachtälchens wurde jedoch von der Reichs-Limeskommission noch im Übersichtsplan zum Kastell als „Bad“ erwähnt. Im 20. Jahrhundert geriet die Stelle zu einer wilden Müllkippe, die erst im Zuge der Flurbereinigung saniert wurde. Bei der damaligen Neuanlage von Weihern für den Wasserrückhalt fand die „Wiederentdeckung“ des anschließend restaurierten und teilrekonstruiertem Kastellbades statt, das seitdem zu einem bekannten Besucherziel wurde.
Die heute sichtbaren, 16,5 × 28,5 Meter großen Überreste sind in der Art römischer Reihenbäder ausgeführt. Es lassen sich sieben Räume ausmachen. Betreten wurde die Therme, deren Boden mit qualitätsvollem Solnhofener Plattenkalk ausgestattet war, von der Nordseite. Dort befand sich ein Korridor, der gleichzeitig ein Auskleideraum (Apodyterium) war. Dort fand man 1970 einen Weihestein an die Göttin Fortuna, der in die Jahre 140 bis 144 datiert wird.<refname=Fortun/>
Fortun(ae)
Aug(ustae)
sacrum
coh(ors) III Br(acaraugustanorum)
cui prae(e)st
Vetelli(us)
v(otum) s(olvit) l(ibens) l(aetus) m(erito)
Übersetzung: Der Fortuna Augusta geweiht; die 3. Bragaer Kohorte, welche Vetellius befehligt, hat ihr Gelübde gern, freudig und nach Gebühr eingelöst.
Vielleicht ebenfalls aus dem Bad stammte ein 1820 „auf der Weil“ entdecktes Relief, das einen Flussgott zeigte. Dieser Stein, der sich einst im Kreis- und Stadtmuseum von Ansbach befand, ist heute verschollen.
Die während der Auffindung teilweise noch gut erhaltenen Träger der Hypokaustheizung aus Stein und Ziegeln wurden vor der Renovierung ausgebaut, um sie vor Witterung und Vandalismus zu schützen. Im Burgmuseum Grünwald, einer Zweigstelle der Archäologischen Staatssammlung in München, wurden sie wiederaufgestellt und dokumentieren in einer Teilrekonstruktion die Funktionsweise einer römischen Heizung.

Übersichten und Details
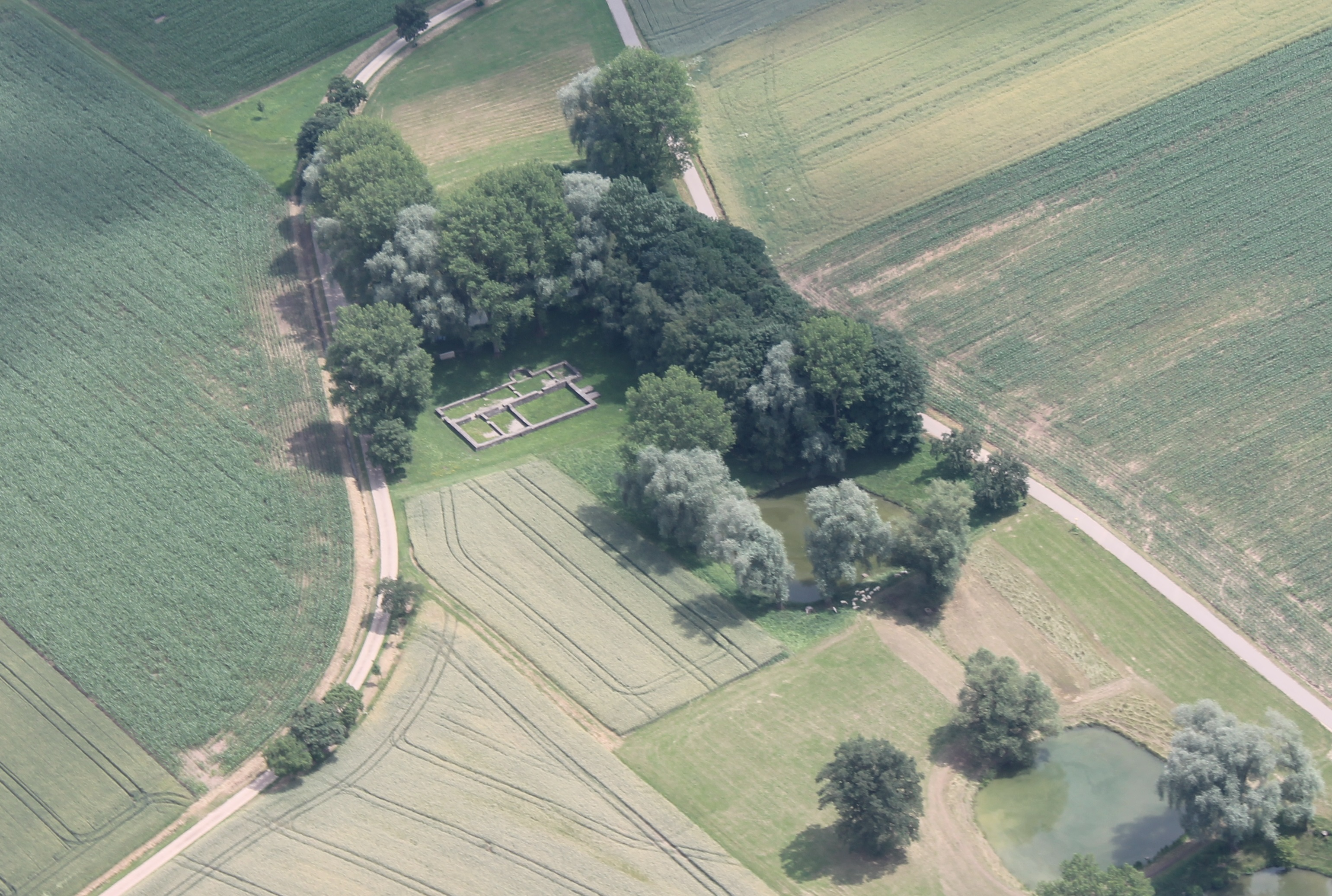
Das weitere Umfeld des Kastellbades aus der Luft (2018)
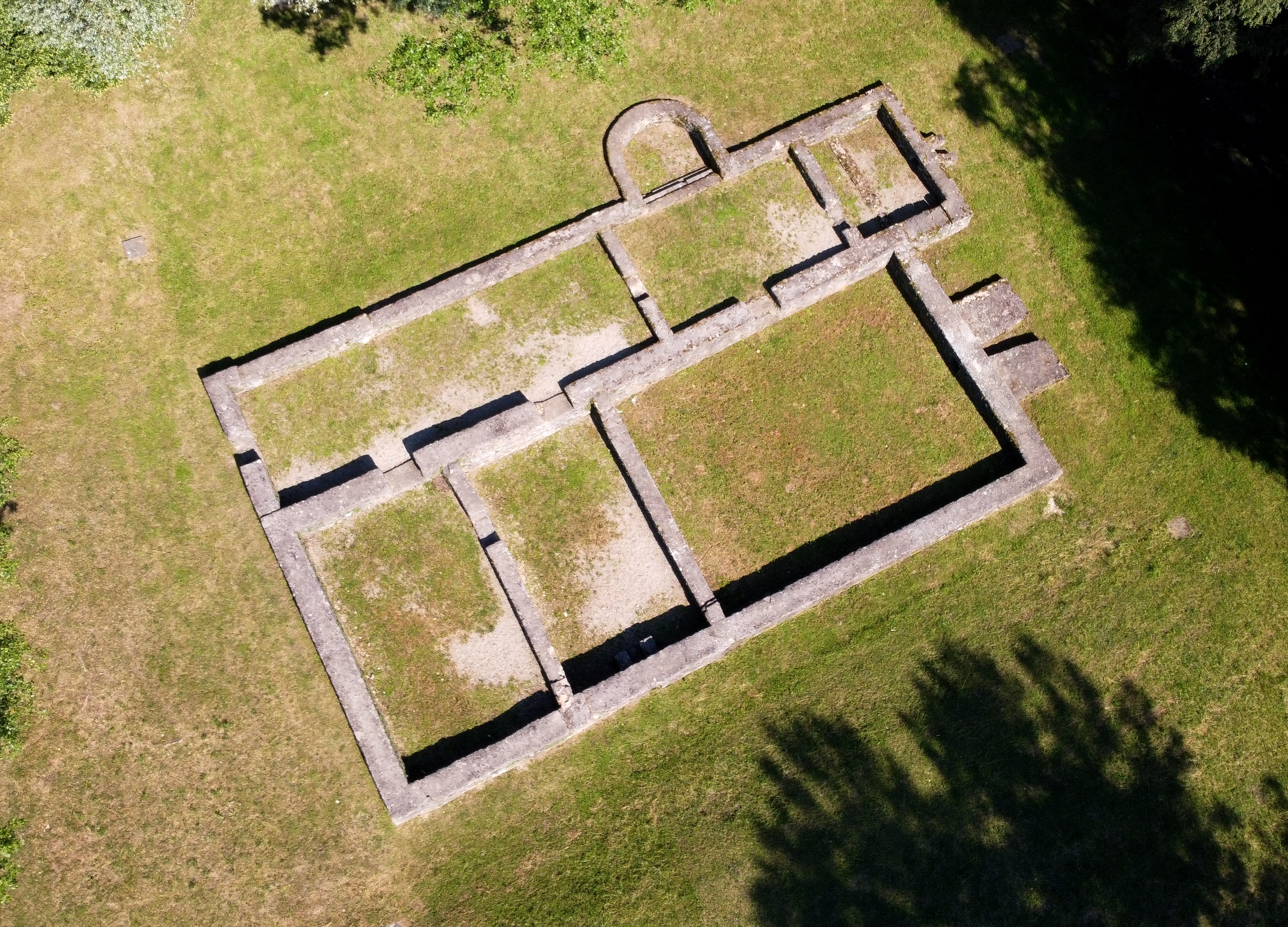
Luftbild des teilrekonstruierten Kastellbades (2020)
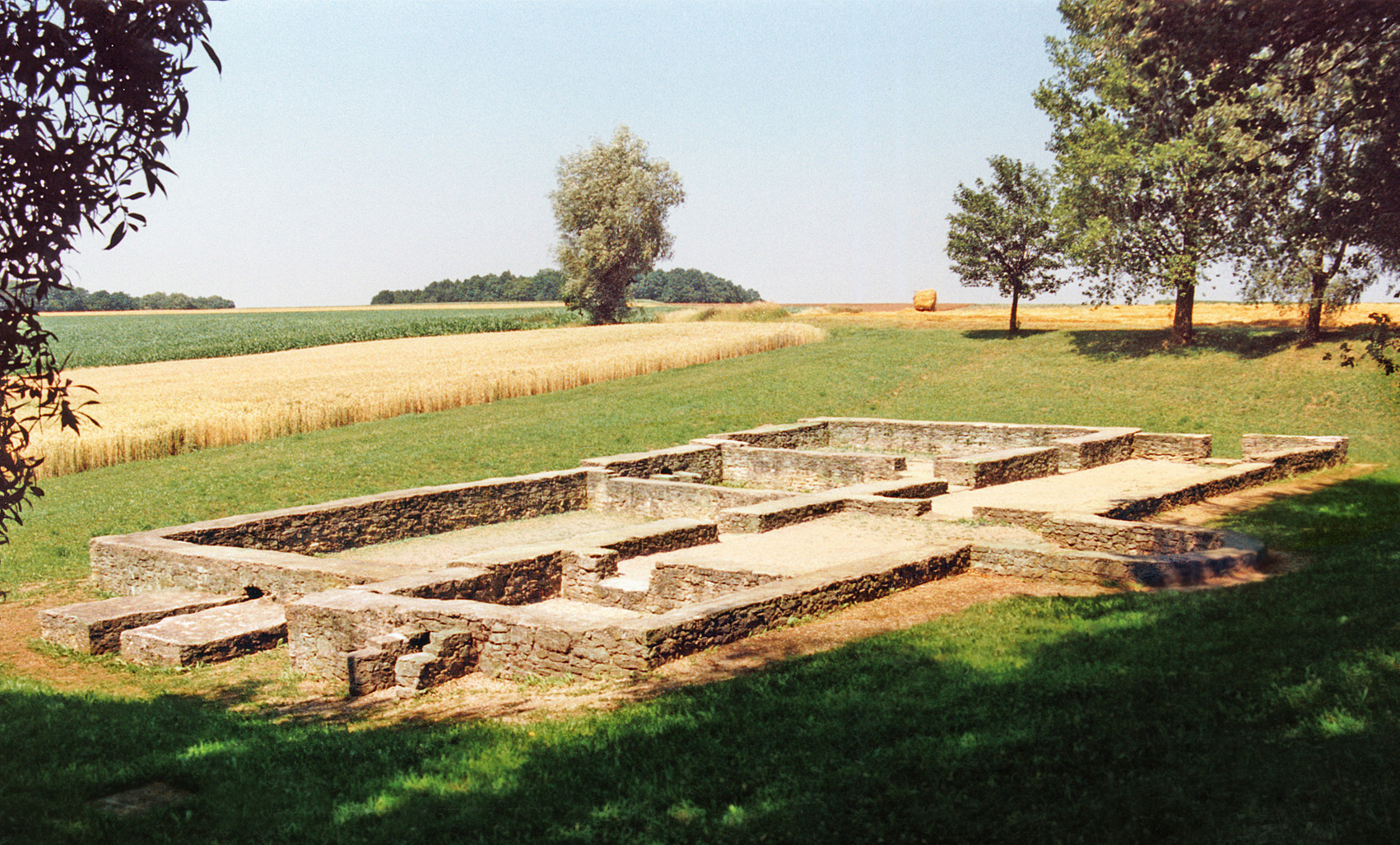
Blick auf das teilrekonstruierte Kastellbad (1997)
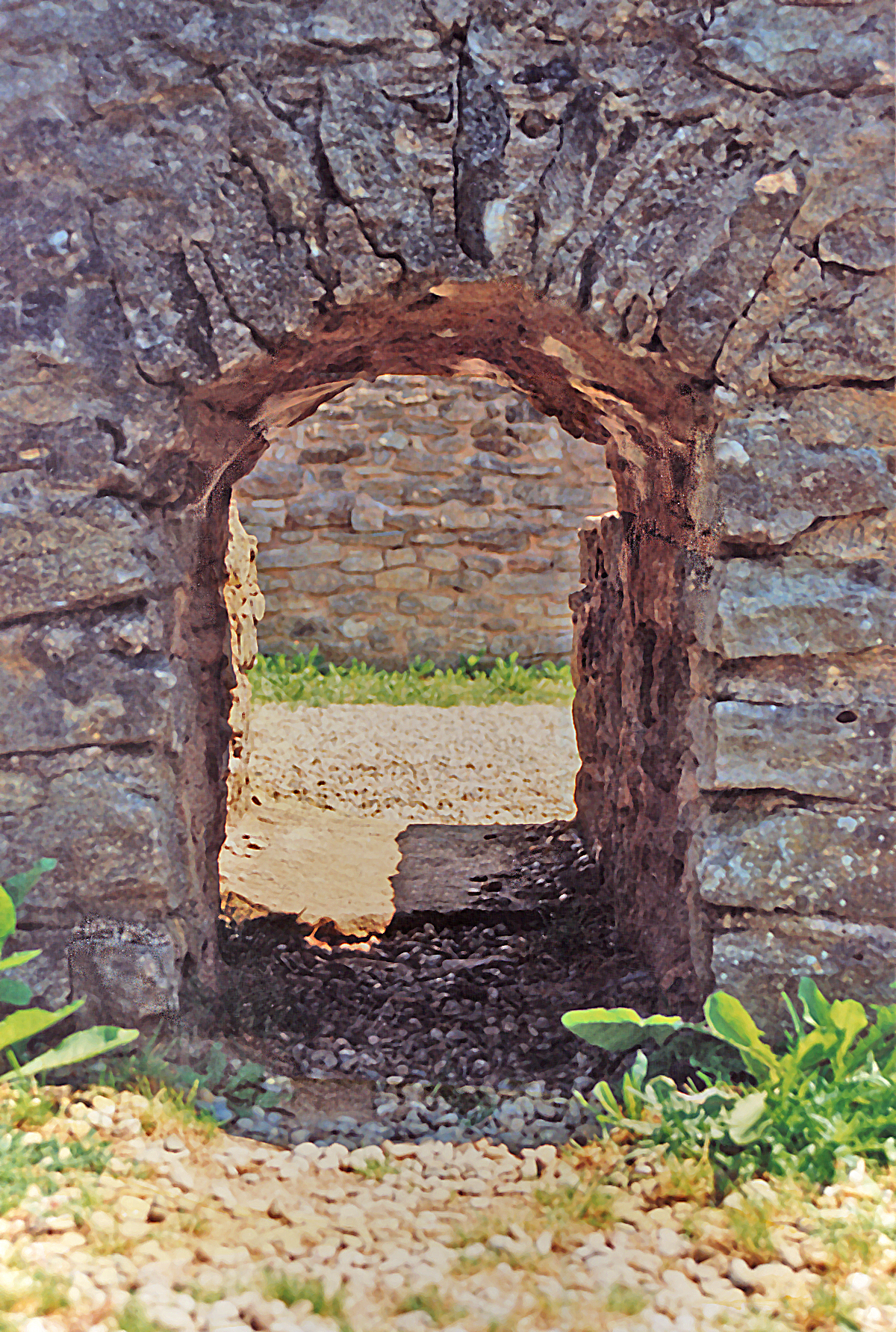
Heißluftzulass im Kastellbad (1997)

## Truppe
Die in Theilenhofen stationierte Truppe, die ursprünglich in Braga in Nordportugal rekrutierte Cohors III Bracaraugustanorum (equitata) bis torquata, (3. teilberittene Kohorte aus Bracara Augusta) war eine 500 Mann starke Grenzschutzabteilung. Faßbinder geht nach Auswertung des Magnetogramms davon aus, dass diese Einheit aus zehn Zügen bestand, davon sechs Hundertschaften Infanterie (Centuriae) sowie einem Kavallerieregiment aus vier Eskadronen (Turmae). Die in den Militärdiplomen des Jahres 116 n. Chr. erscheinende Bezeichnung sagittaria (Bogenschützen), trägt sie zuvor noch nicht. Die Einheit hat daher zumindest zeitweilig wenigstens einige Kontingente an Bogenschützen besessen. Auch nach der Aufgabe des Limes und den Untergang des Kastells Theilenhofen hinaus wird die Truppe in einem bisher letzten bekannten Diplom aus Regensburg-Kumpfmühl im Jahr 266 genannt. Spätere datierbare inschriftliche Zeugnisse gibt es nicht. Was nach 266 n. Chr. mit der Einheit geschah, ist nicht mehr bekannt.
Auf dem weiter oben genannten Weihestein aus dem Bad hat sich auch der Name eines Kommandeurs der Cohors III Bracaraugustanorum in Theilenhofen erhalten: Vetellius.

## Vicus

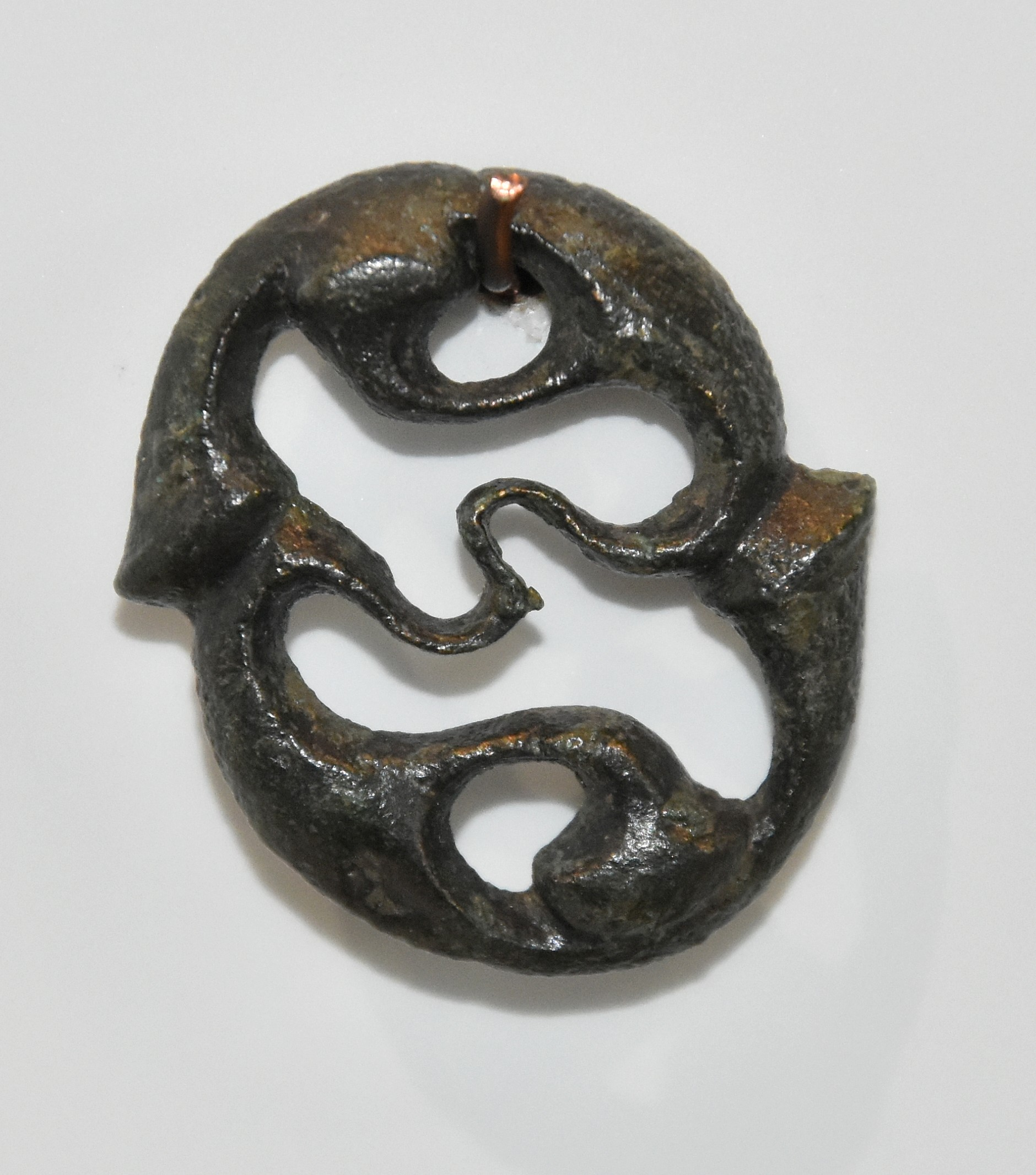
Scheibenfibel im kelto-römischen Stil (2./3. Jhrdt. n. Chr.) aus dem Vicus von Theilenhofen

Das Lagerdorf (Vicus) des Kastells erstreckte sich längs der aus dem Südtor kommenden Straße bis an den Rand des heutigen Dorfes Theilenhofen. Seine Ausdehnung kann aufgrund von Einzelfunden nur erahnt werden, da bisher keine Ausgrabungen stattgefunden haben. Zu den bedeutendsten Fundobjekten aus dem heute landwirtschaftlich genutzten Boden des Vicus zählen zwei römische Helme, ein Infanteriehelm und ein Kavalleriehelm, die 1974 bei einem Wettpflügen zufällig aus dem Boden kamen. Bei einer Nachuntersuchung stellte sich heraus, dass die Helme inmitten eines Raumes auf dem Estrich gelegen hatten. Das dazugehörige Gebäude war nach 189 n. Chr., vielleicht auch erst im 3. Jahrhundert, während eines Brandes zerstört worden. Möglicherweise wurden die Helme auch erst nach dem Brand in dem Haus abgelegt. Geophysikalische Untersuchen unter Carsten Mischka von der Christian-Albrechts-Universität Kiel im Bereich östlich und südlich des Kastells brachten 2010 und 2011 überraschende Ergebnisse. Ein etwa 75 Meter im Durchmesser großer Baubefund lässt an ein szenisches Theater denken. Im Anschluss befand sich eine 54 × 124 Meter große Platzanlage, die als Forum interpretiert wird. Beides wären singuläre Befunde am Limes in Raetien. Vermutlich waren Theater und Forum nur temporäre Bauten, die zu einem wichtigen Anlass errichtet wurden. Ein Kaiserbesuch Caracallas 213 n. Chr. wäre hierbei denkbar.

## Fundgut

### Militaria

Zumeist militärisches Fundgut von den Grabungen der RLK

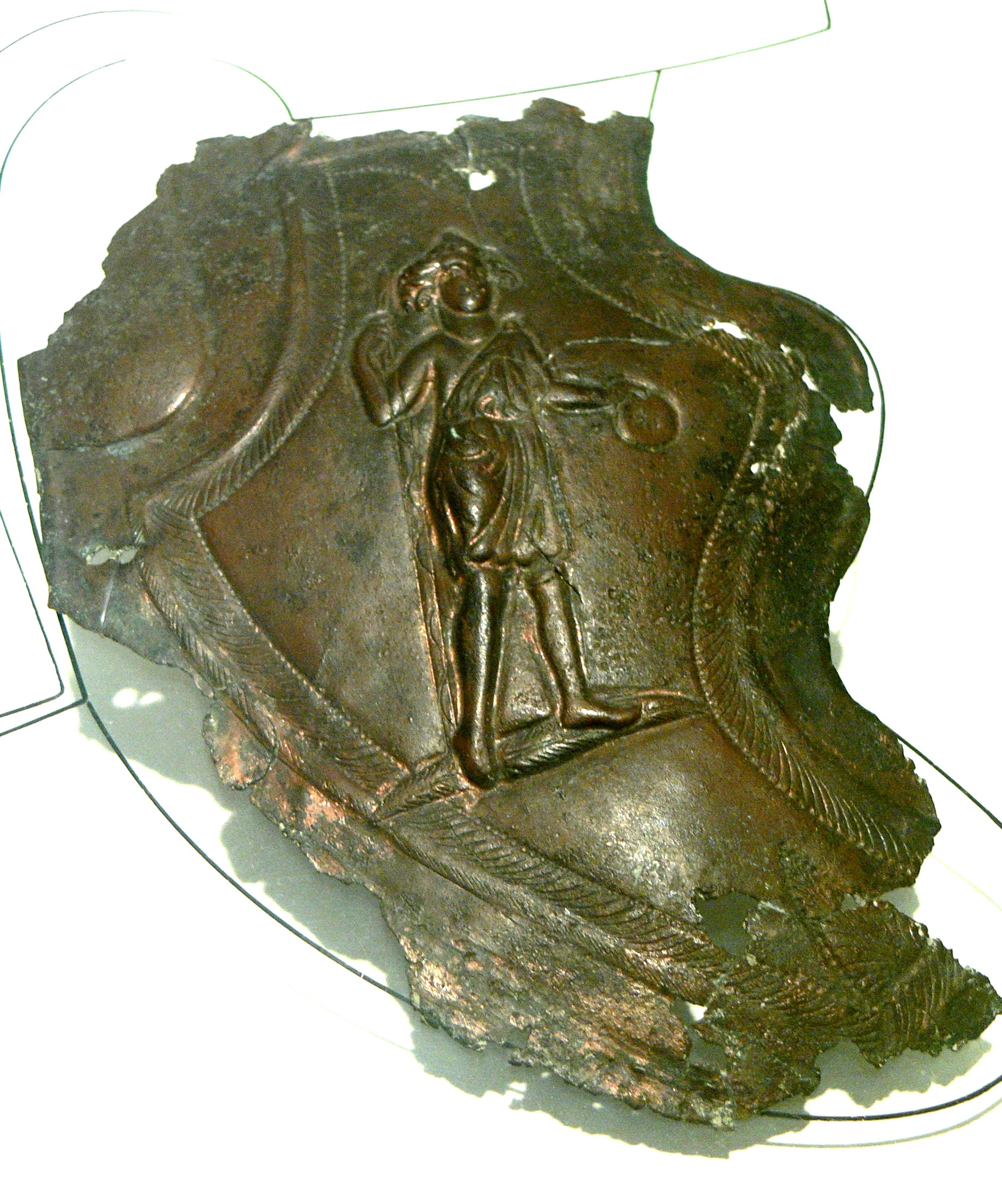
Die bereits im ORL publizierte, damals noch fast vollständig erhaltene Wangenklappe aus Theilenhofen im heutigen Zustand

#### Kavalleriehelme
Einer der beiden im Kastellvicus aufgefundenen Helme ist mit Treibarbeiten überreich verziert, in seiner Art äußerst selten und gehört zum maskenlosen Typus Guisborough/Theilenhofen. Stücke von geringer Materialstärke wie der aus Iciniacum werden in der Forschung vorwiegend als reine sogenannte Paradehelme angesehen, die eigentlich nicht für den militärischen Einsatz bestimmt waren, sondern bei den regelmäßig abgehaltenen, normierten Reiterübungen („Turnieren“) der Kavallerie getragen wurden, die den jeweiligen Stand der Ausbildung deutlich machen sollten. Zu diesen Übungen ist heute der Reitertraktat des Flavius Arrianus aus dem Jahr 136 n. Chr. die erste Quelle. Eine Kopie davon ist im RömerMuseum Weißenburg ausgestellt.
Die bei ihrer Auffindung noch fast vollständig erhaltene verzierte Wangenklappe eines weiteren Reiterhelmes wurde bereits im Limeswerk (ORL) publiziert und befindet sich in einem dramatisch schlechteren Zustand heute im Heimatmuseum Gunzenhausen. Das auf der Klappe sichtbare Relief zeigt einen stehenden Bacchanten, der in der linken Hand eine Schale und in der rechten einen Stab hält. Im Vergleich mit dem historischen Foto aus dem ORL war das Fundstück bei der Auffindung noch fast vollständig erhalten.

#### Infanteriehelm
Der gemeinsam mit dem aus der hellenistischen Tradition stammenden Reiterhelm vom Typ Koblenz-Bubenheim/Weiler aufgefundene zweite Helm gehört der weitverzweigten Gattung des Typs Weisenau an. Dieser Helmtyp, einst aus keltischen Vorbildern weiterentwickelt, wurde in der römischen Armee seit den Tagen der späten Republik getragen, wobei er vielfachen Wandlungen unterlag, bis seine Entwicklung im späten 2. oder frühen 3. Jahrhundert mit dem schwergepanzerten Typ Niederbieber ausklang.
Seine einfache Ausführung in Eisen erlaubt es, ihn als Helm für Auxiliartruppen zu identifizieren. Dieser Truppengattung gehörte auch die in Theilenhofen stationierte Kohorte an. Wie die noch sehr filigran angebrachte kreuzförmige Verstärkung auf der Kalotte zeigt, wurde der Helm in der ersten Hälfte des 2. Jahrhunderts gefertigt. Ein datierbares frühes Vergleichsstück dieser Bauweise, das allerdings einem Legionär gehörte (Kaiserlich-Italisch Typ Hebron), ging während des Bar-Kochba-Aufstandes verloren. Mit Aufkommen der kreuzförmigen Verstärkungen wurde auch der traditionelle Helmbusch für Legionäre und – wo vorhanden – Hilfstruppen abgeschafft.

Kavallerie- und Infanteriehelm
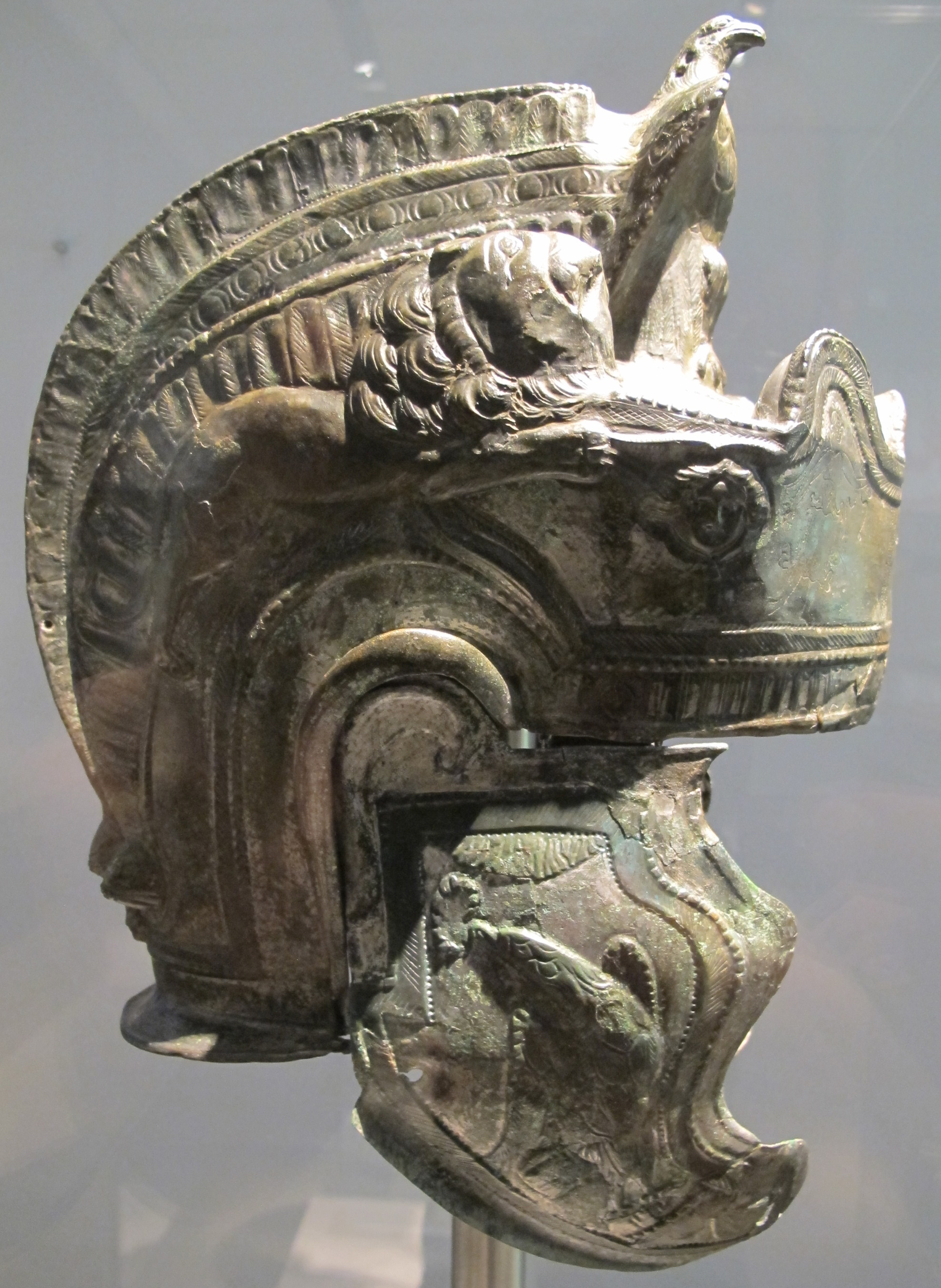
Der pseudoattische Kavalleriehelm
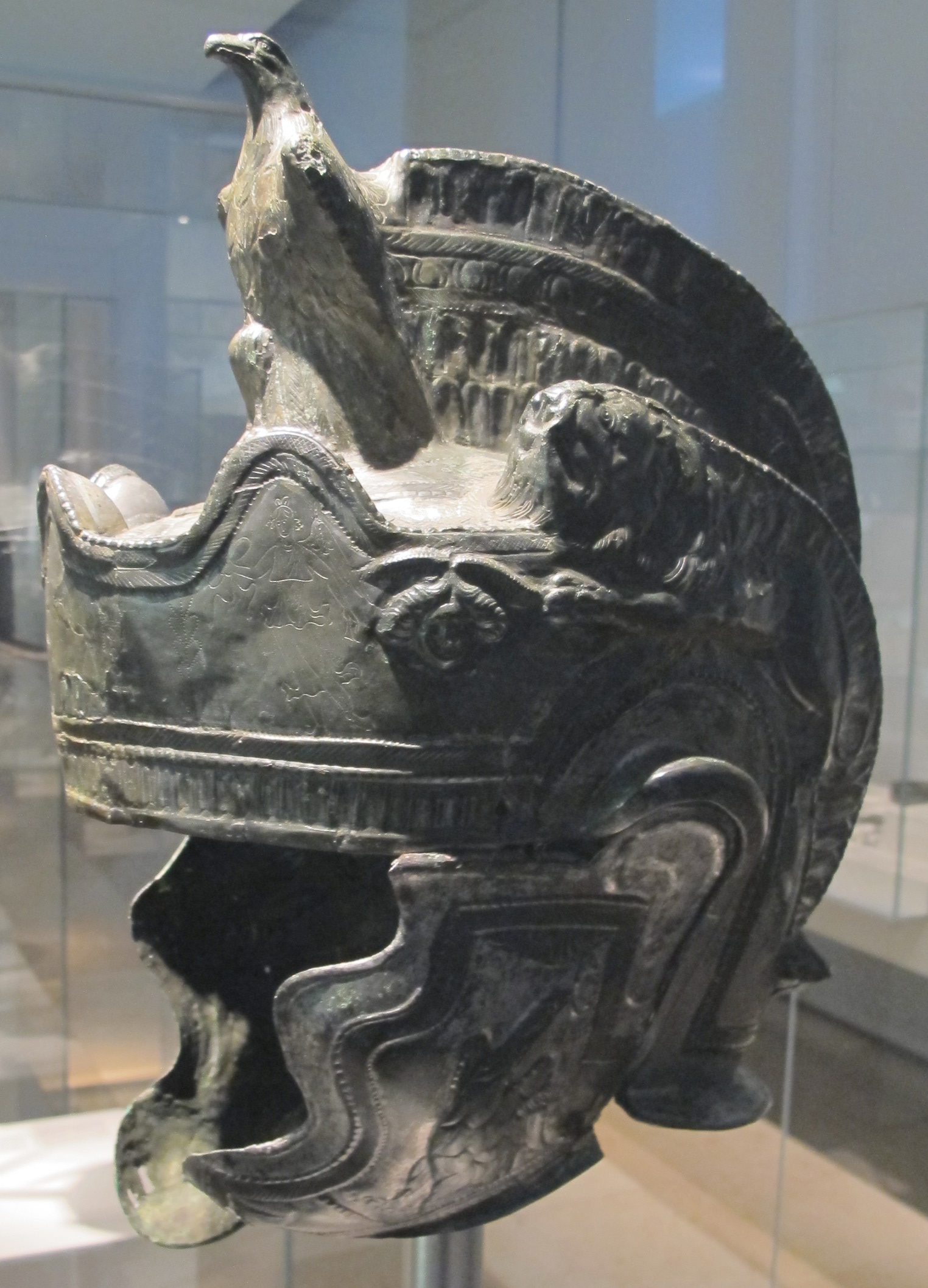
Die linke Seite des Kavalleriehelms
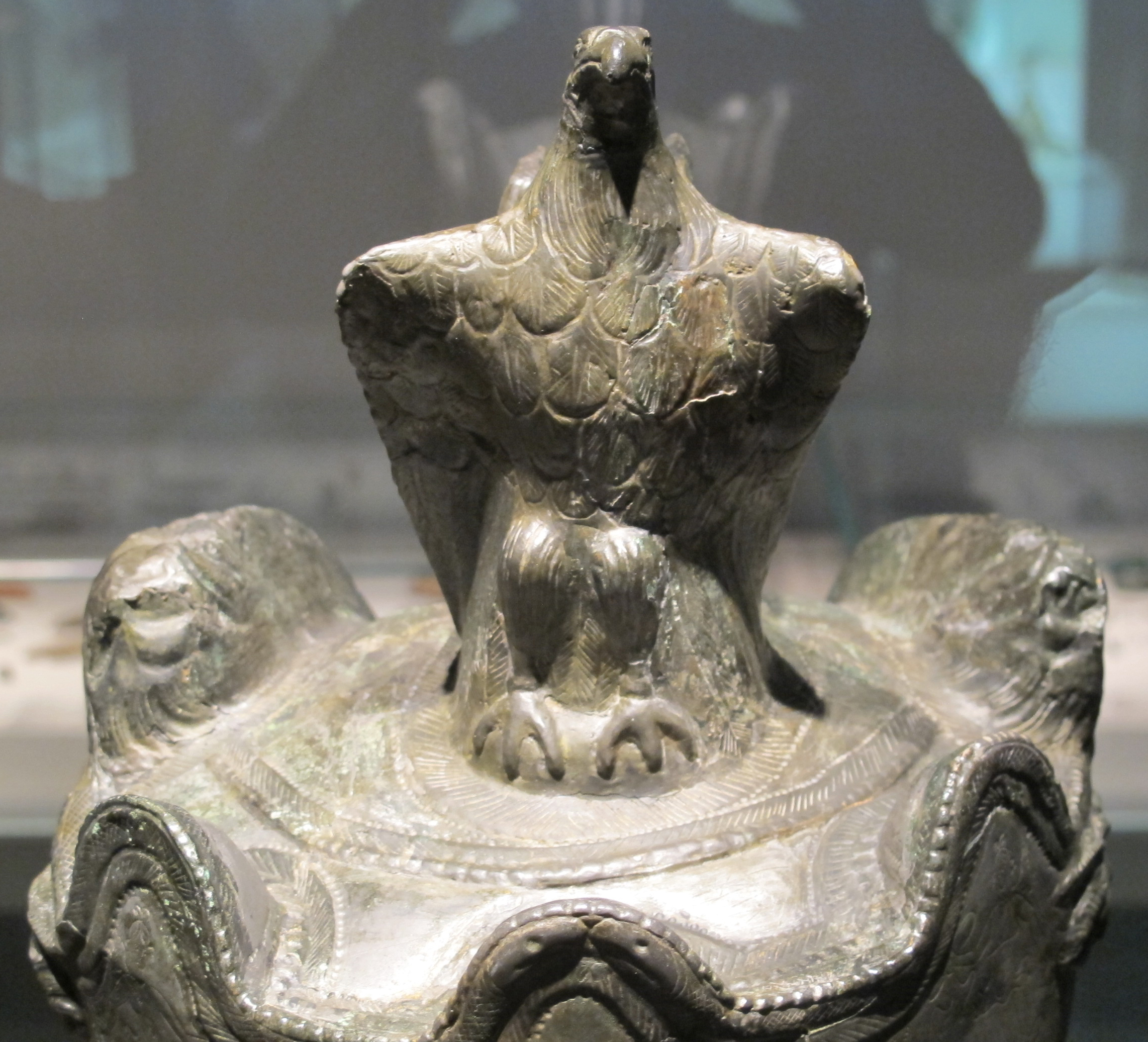
Detail des Kavalleriehelms
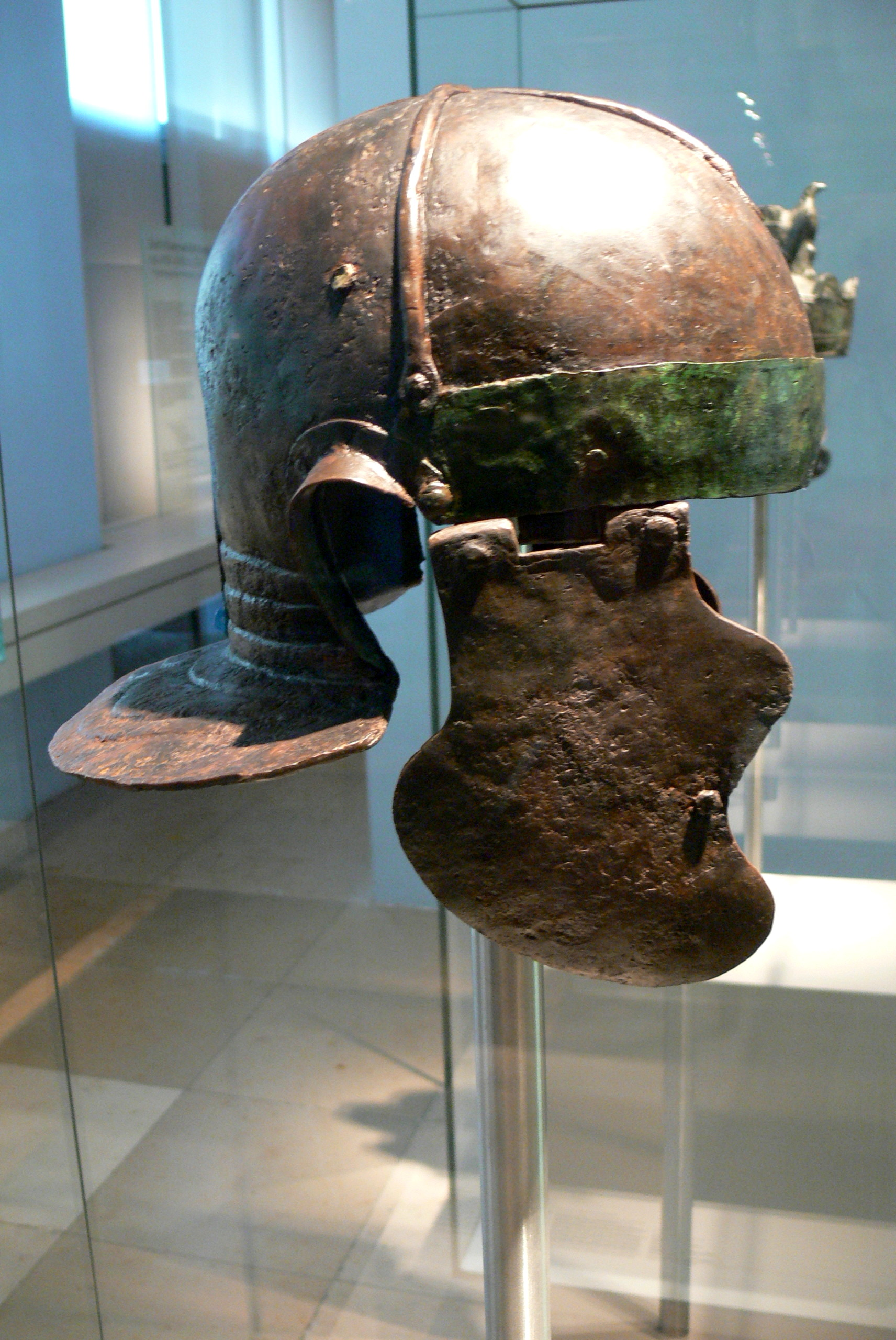
Der Infanteriehelm aus Theilenhofen

#### Weitere militärische Funde
Zu den Ausgrabungsfunden gehören auch Überreste von Pferdegeschirrgarnituren wie halbmondförmige Anhänger, aber auch Metallplättchen von Schuppenpanzern. Wie Befunde zeigen, wurden Schuppenpanzer nicht nur von Infanteristen und Kavalleristen getragen. In Dura-Europos in Syrien fanden sich drei römische Kataphraktenpferdepanzer, welche die Übernahme dieses Reitertyps durch die Römer bestätigten. Die kleinteiligen Schuppen aus Theilenhofen gehörten jedoch sicher zur Ausrüstung eines Soldaten. Zum Gepäck auf Märschen gehörten auch Häringe, die ebenfalls in Theilenhofen aus dem Boden kamen.

### Terra Sigillata
Neben den Altfunden aus den Grabungen der RLK werden bis heute immer wieder Feldbegehungen durchgeführt, bei denen auch Sigillatascherben gefunden werden. Es konnte festgestellt werden, dass 50 Prozent des Gesamtanteils der Theilenhofener Sigillata südgallische Ware aus dem französischen Banassac im Département Lozère stammte. Banassac lieferte seit der Zeit um 100 n. Chr. in viele Provinzen. Besonders in Süddeutschland und der Donau folgend sind Stücke dieser Töpferei bekannt geworden. Während der Regierungszeit des Kaisers Hadrian (117–138) war diese Manufaktur zum Erliegen gekommen. Ein älteres bedeutendes südgallisches Herstellungszentrum war das seit tiberianischer Zeit arbeitende La Graufesenque. Von dort sind fast 300 Töpfer namentlich bekannt. In der Spätphase gegen Ende des 1. Jahrhunderts versuchten sich die Betriebe dieses Ortes mit immer billigeren und damit qualitativ schlechteren Erzeugnissen gegen die aufkommende Konkurrenz aus Banassac durchzusetzen, was nicht gelang. Die in Theilenhofen geborgene Terra Sigillata von La Graufesenque stammt hauptsächlich aus den Manufakturen der Hersteller Mercato und Mascuus. Die frühe Zeitstellung der aufgefundenen Sigillata bekräftigt die Annahme, dass dem Steinkastell eine Vorgängeranlage vorausgegangen sein muss. Nach einer Auswertung der damals bekannten Lesefunde stellte der Keramikexperte Hans-Günther Simon (1925–1991) 1978 fest, dass die ältesten Theilenhofener Sigillata-Scherben jünger sind als das aus den Kastellen Gnotzheim (gegründet 81/96 n. Chr.) und Weißenburg (gegründet um 90 n. Chr.) bekannte Material, aber älter als die Funde aus Pförring (gegründet Anfang des 2. Jahrhunderts), weshalb sich das Theilenhofener Gründungsdatum um das Jahr 100 n. Chr. festlegen lässt. Da südgallische Drag.-29-Bilderschüsseln in Theilenhofen nicht gefunden wurden, hat die Archäologin Barbara Pferdehirt den Gründungsansatz auf die Zeit „nach 100/101 n. Chr.“ verschoben.

### Münzen
Das reiche Vorkommen an Münzen wurde schon sehr früh wahrgenommen. So wurden 1837 auf der „Weil“ gefundene silberne und bronzene Münzen folgender Herrscher und Persönlichkeiten genannt: Agrippa, Nero, Vespasian, Titus, Trajan, Hadrian, Aelius, Antoninus Pius, Septimius Severus, Caracalla, Julia Maesa, Maximinus Thrax und Valerian.

### Gefäße
Ein Fund von ausgesprochener Schönheit war ein bronzener Kannenhenkel, der mit Vogelprotomen an das nicht mehr vorhandene Gefäß angeschlossen war. Seine Attasche bildet ein Medusenhaupt, dessen Augen mit Silber eingelegt sind. Das Stück kam 1840 als Schenkung in das Königliche Antiquarium und befindet sich heute in den Staatlichen Antikensammlungen in München.

## Fundverbleib
Das Fundmaterial aus Theilenhofen befindet sich heute im Museum für Vor- und Frühgeschichte Gunzenhausen, in der Archäologischen Staatssammlung München, im Burgmuseum Grünwald, in der Sammlung der Naturhistorischen Gesellschaft Nürnberg und im Germanischen Nationalmuseum in Nürnberg.

## Denkmalschutz
Das Kastell Theilenhofen und die erwähnten Anlagen sind als Abschnitt des Obergermanisch-Rätischen Limes seit 2005 Teil des UNESCO-Welterbes. Außerdem sind sie geschützt als eingetragene Bodendenkmale im Sinne des Bayerischen Denkmalschutzgesetzes (BayDSchG). Nachforschungen und gezieltes Sammeln von Funden sind erlaubnispflichtig, Zufallsfunde sind den Denkmalbehörden anzuzeigen.

### Allgemein
- Johann Schrenk, Werner Mühlhäußer: Land am Limes. Auf den Spuren der Römer in der Region Hesselberg – Gunzenhausen – Weißenburg. Schrenk, Gunzenhausen 2009, ISBN 978-3-924270-57-5, insbes. S. 102–104.
- Thomas Fischer, Erika Riedmeier-Fischer: Der römische Limes in Bayern. Pustet, Regensburg 2008, ISBN 978-3-7917-2120-0.
- Thomas Fischer, in: Wolfgang Czysz u. a.: Die Römer in Bayern. Nikol, Hamburg 2005, ISBN 3-937872-11-6, S. 522 f.
- Dietwulf Baatz: Der Römische Limes. Archäologische Ausflüge zwischen Rhein und Donau. 4. Auflage. Gebr. Mann, Berlin 2000, ISBN 3-7861-2347-0, S. 284 ff.
- Britta Rabold, Egon Schallmayer, Andreas Thiel: Der Limes. Theiss, Stuttgart 2000, ISBN 3-8062-1461-1.
- Thomas Fischer: Kastelle Ruffenhofen, Dambach, Unterschwaningen, Gnotzheim, Gunzenhausen, Theilenhofen, Böhming, Pfünz, Eining. In: Jochen Garbsch (Hrsg.): Der römische Limes in Bayern. 100 Jahre Limesforschung in Bayern. (= Ausstellungskataloge der Prähistorischen Staatssammlung 22), 1992, S. 37 ff.
- Günter Ulbert, Thomas Fischer: Der Limes in Bayern. Theiss, Stuttgart 1983, ISBN 3-8062-0351-2.
- Ludwig Wamser, Christof Flügel, Bernward Ziegaus (Hrsg.): Die Römer zwischen Alpen und Nordmeer. Zabern, Mainz 2000, ISBN 3-8053-2615-7 und ISBN 3-927806-24-2 (Landesausstellung Rosenheim 2000; Schriftenreihe der Archäologischen Staatssammlung 1), S. 116, Abb. 90,3

### Einzelstudien
- Heinrich Eidam: Das Kastell Theilenhofen. In: Ernst Fabricius, Felix Hettner, Oscar von Sarwey (Hrsg.): Der obergermanisch-raetische Limes des Roemerreiches B VII Nr 71a, Petters, Heidelberg, 1905
- Jörg Faßbinder: Neue Ergebnisse der geophysikalischen Prospektion am Obergermanisch-Raetischen Limes. In: Andreas Thiel (Hrsg.): Neue Forschungen am Limes. 4. Fachkolloquium der Deutschen Limeskommission 27./28. Februar 2007 in Osterburken, Theiss, Stuttgart 2008, ISBN 978-3-8062-2251-7, (= Beiträge zum Welterbe Limes 3), S. 153–171, insbesondere S. 156–161.
- Markus Gschwind: Reflexbogenversteifungen und Schleudergeschosse aus Iciniacum/Theilenhofen, Gunzenhausen, Mediana/Gnotzheim und Ruffenhofen. Zur Bewaffnung raetischer Auxiliareinheiten in der mittleren Kaiserzeit. In: Beiträge zur Archäologie in Mittelfranken. Band 5. Faustus, Büchenbach 1999, S. 157 ff.
- Markus Gschwind, Salvatore Ortisi: Zur kulturellen Eigenständigkeit der Provinz Raetien. Almgren 86, die raetische Form der sog. Pannonischen Trompetenfibeln. In: Germania 79/2, 2001, S. 401–416, Abb.1,4, doi:10.11588/ger.2001.79340.
- Eveline Grönke: Die Fibeln vom Gebiet der römischen Kastelle und des Vicus in Theilenhofen, Lkr. Weißenburg-Gunzenhausen. In: Bayerische Vorgeschichtsblätter 70, 2005, S. 103–132.
- Eveline Grönke: Eine römerzeitliche Zikadenfibel aus Theilenhofen. Lkr. Weißenburg-Gunzenhausen. In: Beiträge zur Archäologie in Mittelfranken. Band 4. Faustus, Büchenbach 1998, S. 138 ff.
- Hans Klumbach, Ludwig Wamser: Ein Neufund zweier außergewöhnlicher Helme der römischen Kaiserzeit aus Theilenhofen, Landkreis Weißenburg-Gunzenhausen. Ein Vorbericht. In: Jahresbericht der Bayerischen Bodendenkmalpflege 17/18, 1978, S. 41–61.
- Carsten Mischka, Jürgen Obmann, Peter Henrich: Forum, Basilika und ein szenisches Theater am raetischen Limes? In: Der Limes. Nachrichtenblatt der Deutschen Limeskommission. 4, 2010/Heft 1. S. 10–13.
- Carsten Mischka, Peter Henrich: Forum oder Campus? Theater und Platzanlage in Theilenhofen. In: Der Limes. Nachrichtenblatt der Deutschen Limeskommission 2, 2012/Heft 2, S. 4–7. (online-pdf)
- Hans-Günther Simon: Römische Funde aus Theilenhofen. In: Bayerische Vorgeschichtsblätter 43, 1978, S. 25–56.